# Radikal 43
Das Radikal 43 mit der Bedeutung „gebrochenes Bein, lahm“ ist eines von 31 traditionellen Radikalen der chinesischen Schrift, die aus drei Strichen bestehen. 
Variante: 尣

## Schriftzeichenverbindungen, die vom Radikal 43 regiert werden
| Striche | Zeichen        |
| ------- | -------------- |
| +0      | 尢 尣          |
| +01     | 尤             |
| +03     | 尥 尦          |
| +04     | 尨 尩 尪 尫 尬 |
| +06     | 尮 尯          |
| +09     | 尰 就          |
| +10     | 尲 尳 尴       |
| +12     | 尵             |
| +14     | 尶 尷          |

 Im Unicodeblock Kangxi-Radikale ist das Radikal 43 unter der Codepointnummer 12.074 (U+2F2A) codiert.